# Swedish Open 1976
Swedish Open 1976 - чоловічий тенісний турнір, що проходив на відкритих кортах з ґрунтовим покриттям у Бостаді (Швеція). Належав до категорії Three Star в рамках серії Grand Prix. Це був 29-й турнір Swedish Open і тривав з 4 до 11 липня 1976 року. Несіяний Тоніно Цугареллі здобув титул в одиночному розряді.

## Фінальна частина

### Одиночний розряд
Тоніно Цугареллі —  Коррадо Барадзутті 4–6, 7–5, 6–2

### Парний розряд
Фред Макнеер /  Шервуд Стюарт —  Войцех Фібак /  Хуан Хісберт 6–3, 6–4